# Camden (Ohio)
Camden es una villa ubicada en el condado de Preble en el estado estadounidense de Ohio. En el Censo de 2010 tenía una población de 2046 habitantes y una densidad poblacional de 632,98 personas por km².

## Geografía
Camden se encuentra ubicada en las coordenadas 39°38′12″N 84°38′41″O / 39.63667, -84.64472. Según la Oficina del Censo de los Estados Unidos, Camden tiene una superficie total de 3.23 km², de la cual 3.21 km² corresponden a tierra firme y (0.56%) 0.02 km² es agua.

## Demografía
Según el censo de 2010, había 2046 personas residiendo en Camden. La densidad de población era de 632,98 hab./km². De los 2046 habitantes, Camden estaba compuesto por el 98.83% blancos, el 0.1% eran afroamericanos, el 0.2% eran amerindios, el 0.05% eran asiáticos, el 0% eran isleños del Pacífico, el 0.2% eran de otras razas y el 0.64% pertenecían a dos o más razas. Del total de la población el 1.08% eran hispanos o latinos de cualquier raza.